# Vuelo 150 de Garuda Indonesia
El Vuelo 150 de Garuda Indonesia era un vuelo nacional de pasajeros de Indonesia programado desde el aeropuerto de Kemayoran, Yakarta, hasta el aeropuerto Sultan Mahmud Badaruddin II, Palembang. El 24 de septiembre de 1975, el vuelo 150 se estrelló al acercarse debido al mal tiempo y la niebla a solo 4 kilómetros (2,5 millas) de la ciudad de Palembang. El accidente mató a 25 de los 61 pasajeros y tripulantes a bordo, y una persona en tierra.

## Aeronave
La Aeronave era un Fokker F-28 Fellowship, con registro PK-GVC se construyó en 1971 y había realizado más de 1000 horas de vuelo antes del accidente fatal.

## Accidente
El Vuelo 150 de Garuda Indonesia despegó del aeropuerto de Kemayoran en un vuelo de corta distancia al aeropuerto Sultan Mahmud Badaruddin II con 61 pasajeros y tripulantes a bordo. Menos de 1 hora después del despegue, el controlador de tráfico aéreo del aeropuerto Sultan Mahmud Badaruddin II autorizaron al vuelo 150 a comenzar su aproximación para aterrizar en la pista 28 (ahora como pista 29). Los flaps y el tren de aterrizaje estaban bajados cuando el vuelo 150 se acercaba al aeropuerto cuando la niebla comenzó a ensombrecer la ciudad y el aeropuerto. El vuelo 150 entró en la niebla dos minutos después. La parte trasera de la aeronave golpeó árboles y se estrelló dividiéndola en 2 partes. No hubo fuego cuando el vuelo 150 se estrelló. El accidente mató a 25 personas a bordo y 1 persona en tierra. 36 pasajeros sobrevivieron al accidente y fueron trasladados a un hospital local. 

## Causa
Una investigación sobre el accidente encontró que el vuelo visual en condiciones climáticas por debajo de los mínimos. El vuelo 150 estaba en un tramo a favor del viento cuando la aeronave se aproximaba al aeropuerto en medio de la niebla. Se desconoce por qué el controlador de tránsito aéreo no les dijo a los pilotos del vuelo 150 que ejecutaran una aproximación frustrada o por qué los propios pilotos no ejecutaron una aproximación frustrada.